# متسلوو

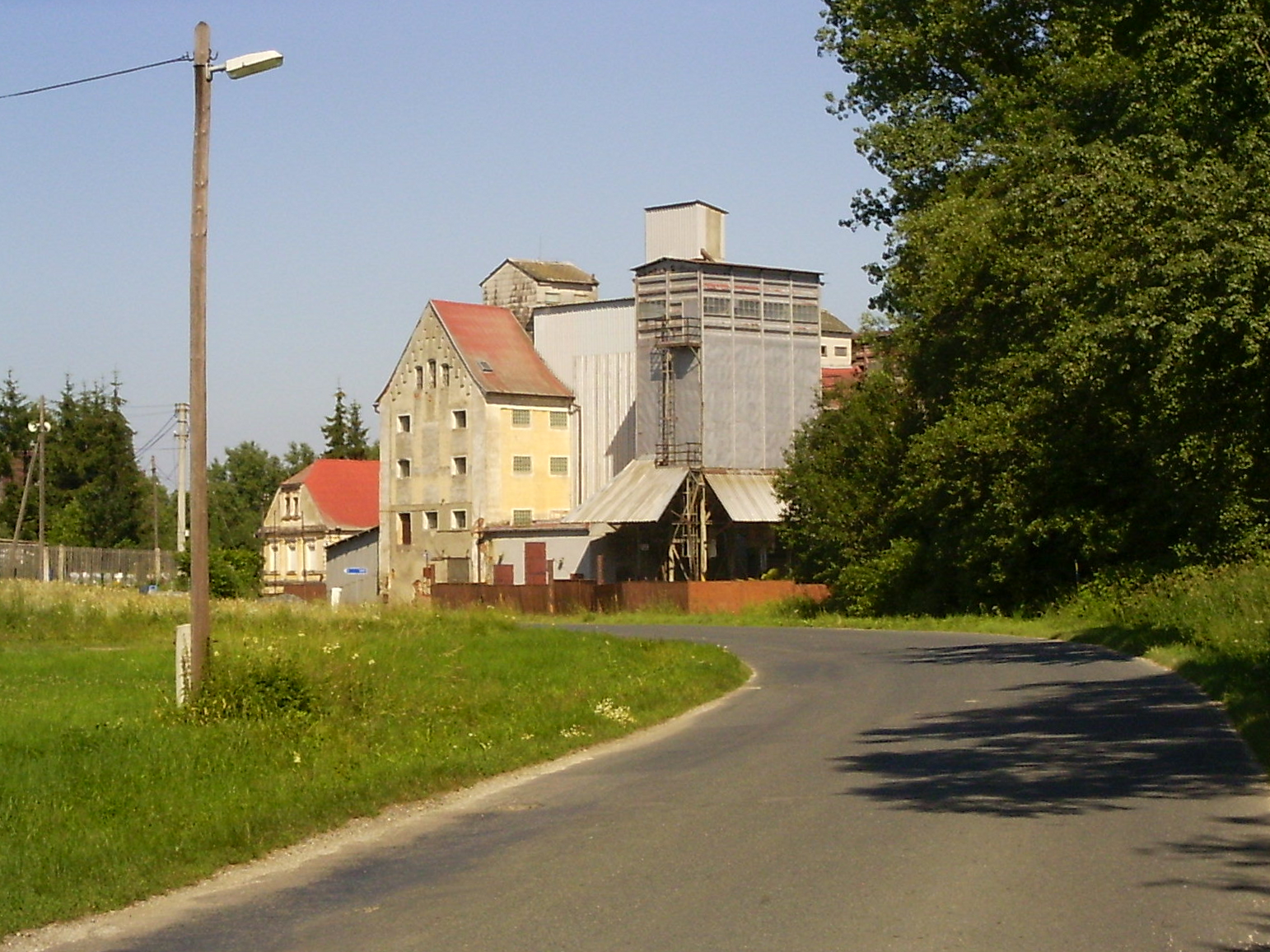
منطقه مسکونی در چک

متسلوو (به چکی: Meclov) یک منطقهٔ مسکونی در جمهوری چک است که در ناحیه دوماژلیتسه واقع شده‌است. متسلوو ۳۱٫۹۶ کیلومتر مربع مساحت و ۱٬۰۵۵ نفر جمعیت دارد و ۳۹۶ متر بالاتر از سطح دریا واقع شده‌است.